# Formica bicolor
Formica bicolor é uma espécie de formiga do gênero Formica, pertencente à subfamília Formicinae.